# Bumacris
Bumacris is een geslacht van rechtvleugeligen uit de familie veldsprinkhanen (Acrididae). De wetenschappelijke naam van dit geslacht is voor het eerst geldig gepubliceerd in 1931 door Willemse.

## Soorten
Het geslacht Bumacris omvat de volgende soorten:
- Bumacris bougainvillea Ramme, 1941
- Bumacris flavomaculata Willemse, 1931
- Bumacris leveri Uvarov, 1937
- Bumacris monotona Willemse, 1935
- Bumacris pagdeni Willemse, 1935
- Bumacris rendovae Willemse, 1975
- Bumacris venosa Willemse, 1975